# Santa María Asunción
Santa María Asunción är en ort i Mexiko.   Den ligger i kommunen Ixpantepec Nieves och delstaten Oaxaca, i den sydöstra delen av landet, 240 km sydost om huvudstaden Mexico City. Santa María Asunción ligger 1 853 meter över havet och antalet invånare är 144.
Terrängen runt Santa María Asunción är huvudsakligen kuperad, men österut är den bergig. Runt Santa María Asunción är det ganska glesbefolkat, med 28 invånare per kvadratkilometer. Närmaste större samhälle är San Miguel Tlacotepec, 7,6 km söder om Santa María Asunción. I omgivningarna runt Santa María Asunción växer huvudsakligen savannskog.